# Arroio Guarujá
O Arroio Guarujá é um arroio localizado dentro da cidade brasileira de Porto Alegre, capital do estado do Rio Grande do Sul. Situa-se no bairro Guarujá, na Zona Sul da cidade. 
Conforme dados do IBGE de 1991, a sua sub-bacia hidrográfica possuía uma área de 2,50 km² e abrigava uma população de 8.220 habitantes.

## Desassoreamento
Em abril de 2010, o DEP retirou cerca de 414 toneladas de material de suas águas, entre areia, entulho e vegetação.
Em dezembro de 2015, o mesmo órgão da prefeitura retirou, em três dias, 2 mil toneladas de materiais do arroio.

## Curso d'água
A foz do Arroio foi canalizada e atravessa a Praça Zeno Simon, no Bairro Guarujá.